# Richard Whitbourne
Richard Whitbourne (Teignmouth, 1561-1635) est un navigateur et administrateur colonial britannique.

## Biographie
Il effectue plusieurs voyages à Terre-Neuve puis participe à la lutte contre l'Invincible Armada sous les ordres de Thomas Howard (1er comte de Suffolk). S'installant à Terre-Neuve où il vivra comme pêcheur pendant une trentaine d'années, il est connu pour avoir aidé les pirates Peter Easton et Henry Mainwaring à faire amende honorable à Jacques Ier.
En 1618, il est chargé de diriger la colonie britannique de Renews et y développe des structures juridiques. En 1620, il publie un mémoire pour le développement de la colonie de Terre-Neuve.